# Copa Libertadores Femenina 2025
La Copa Libertadores Femenina 2025 será la decimoséptima edición del mayor campeonato de clubes de fútbol femenino en Sudamérica organizado por la Conmebol. Se desarrollará en octubre de 2025 en Argentina.
En esta edición, Corinthians de Brasil será el defensor del título tras ganar el torneo la temporada anterior.

## Organización

### Cupos por país
Los siguientes 16 equipos de las 10 federaciones afiliadas a la Conmebol calificarán para el torneo:
- Los campeones de las 10 asociaciones que conforman la Conmebol,
- El campeón de la edición anterior,
- Un equipo adicional del país anfitrión;
- Un representante adicional de las cuatro primeras federaciones en el ranking histórico, hasta la edición 2022: Brasil, Chile, Colombia y Paraguay.

## Equipos participantes
En cursiva los equipos debutantes en el torneo.
| País                                   | Equipo                            | Vía de clasificación |
| -------------------------------------- | --------------------------------- | --- |
| Argentina 1 cupo + cupo país anfitrión | Boca Juniors San Lorenzo          | Campeón del Torneo Apertura 2024 Campeón del Torneo Clausura 2024 |
| Bolivia 1 cupo                         |                                   | Campeón del Campeonato Boliviano 2025 |
| Brasil 2 cupos + campeón vigente       | Corinthians São Paulo Ferroviária | Campeón de la Copa Libertadores Femenina 2024 y Campeón del Campeonato Brasileño 2024 Subcampeón del Campeonato Brasileño 2024 Mejor en el acumulado Campeonato Brasileño 2024 |
| Chile 2 cupos                          | Colo-Colo Universidad de Chile    | Campeón del Campeonato Nacional de Chile 2024 Subcampeón del Campeonato Nacional de Chile 2024                                                                                 |
| Colombia 2 cupos                       |                                   | Campeón de la Liga Profesional de Colombia 2025 Subcampeón de la Liga Profesional de Colombia 2025                                                                             |
| Ecuador 1 cupo                         |                                   | Campeón de la Súperliga Femenina de Ecuador 2025 |
| Paraguay 2 cupos                       | Libertad Olimpia                  | Campeón del Campeonato Anual FEM 2024 Subcampeón del Campeonato Anual FEM 2024                                                                                                 |
| Perú 1 cupo                            | Alianza Lima                      | Campeón del Torneo Apertura de la Liga Femenina FPF 2025 |
| Uruguay 1 cupo                         | Nacional                          | Campeón del Campeonato Uruguayo 2024 |
| Venezuela 1 cupo                       |                                   | Campeón de la Liga FUTVE Fem 2025 |